# Federica Montseny
Federica Montseny Mañé, née à Madrid le 12 février 1905 et morte à Toulouse le 14 janvier 1994, est une intellectuelle et femme politique anarchiste espagnole. Elle est ministre de la Santé et des Affaires sociales en 1936 et 1937, sous la Seconde République espagnole, pendant la guerre civile.
Elle est également active dans l'organisation féministe libertaire Mujeres Libres.

## Biographie

### Origines et relations
Ses parents, Joan Montseny et Teresa Mañé, sont déjà des militants, écrivains et propagandistes anarchistes, sous les pseudonymes de Federico Urales et Soledad Gustavo. Elle comptait parmi les principaux cadres du syndicat anarcho-syndicaliste Confederación Nacional del Trabajo (CNT).
Elle est une amie de Buenaventura Durruti, Francisco Ascaso et Gregorio Jover depuis un long moment lorsqu'éclate la guerre.

### Premières années

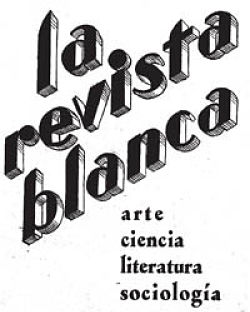
La Revista Blanca en 1934.

Elle commence à écrire et, en 1921, à 16 ans, elle publie sa première nouvelle intitulée Horas Trágicas (Heures tragiques). En 1923, elle commence à collaborer à Solidaridad Obrera (« Solidarité ouvrière », journal de la CNT) et à La Revista Blanca jusqu'en 1936. Son premier roman, La Victoria (La Victoire) est publié en 1925.
Aux côtés de son père, elle publie également de la littérature populaire anarchiste : plusieurs centaines de titres vendus en moyenne à 15 000 exemplaires. Elle contribue à la création de deux collections littéraires : La Novela Ideal (Le roman idéal), parlant d'antimilitarisme, d'entraide, d'amour libre (1925-1937) et La Novela Libre (1929-1937).
Selon l'historien Jacques Maurice : « Trois militants libertaires de renom, Federico Urales, Soledad Gustavo et leur fille Federica Montseny, mettent leur plume et leur sens commercial au service de l'idéal qu'ils professent en créant la collection de romans « brefs » (32 p.), La Novela Ideal : plus de six cents titres entre 1925 et 1935. Le père et la fille, qui figurent parmi les huit collaborateurs permanents, en écriront 136 à eux deux. La collection a aussi bénéficié de 159 auteurs occasionnels ».
En 1930, elle épouse Germinal Esgleas, anarcho-syndicaliste lui aussi. Ils ont trois enfants : Vida (1933), Germinal (1938) et Blanca (1942).

### Engagement anarcho-syndicaliste
En 1931, elle rejoint la Confederación Nacional del Trabajo (CNT) au sein de laquelle elle acquiert de grandes responsabilités, notamment grâce à ses talents d'oratrice. En 1932, elle mène à bien un tour propagandiste à travers l'Andalousie, qui se prolonge à travers toute l'Espagne et, l'année suivante, elle participe à Paris à un meeting contre le massacre de Casas Viejas.
En 1936, elle intervient au congrès de la CNT à Saragosse, en collaborant à la commission sur le communisme libertaire et en participant au discours de clôture. Avec l'éclatement de la guerre, elle intègre le comité péninsulaire de la Federación Anarquista Ibérica (FAI) et le comité national de la CNT. Elle arrive à Barcelone le 20 juillet 1936, en plein milieu de la tentative de coup d'État d'une partie des officiers généraux de l'armée, qui provoque la guerre civile espagnole, mais aussi une révolution sociale. Elle écrira plus tard « le jour s'achevait glorieusement, au milieu de la splendeur de l'éclat des incendies, dans l'ivresse révolutionnaire d'une journée de triomphe populaire […] rapidement la ville fut le théâtre de la révolution déchaînée. Les femmes et les hommes, consacrés à l'attaque des couvents, brûlaient tous ce qu'il y avait à l'intérieur, même l'argent ». En novembre de la même année, elle est nommée ministre de la Santé et de l'Assistance Sociale au sein du gouvernement républicain de Largo Caballero, charge qu'elle accepte en contradiction avec ses déclarations anti-gouvernementales et ses doutes initiaux. Elle devient ainsi la première femme ministre d'Espagne. Ses autres collègues de la CNT entrés au gouvernement sont Juan García Oliver (Justice), Joan Peiró (Industrie) et Juan López Sánchez (Commerce),. Le choix de ces quatre anarchistes est critiqué par de nombreux militants.

### Travail au gouvernement
Son travail au gouvernement est limité par la courte durée de son mandat, qui ne dure qu'un semestre (novembre 1936 — mi-mai 1937). Mais pendant ce court laps de temps, elle instaure des lieux d'accueil pour orphelins, des liberatorios (maisons de reconversion) pour les prostituées, des cantines pour femmes enceintes, une liste de professions ouvertes aux handicapés, et demande au docteur Félix Martí Ibáñez de rédiger le premier projet de loi en faveur de l'avortement. Ce décret intitulé Réforme eugénique de l’avortement, rend l’avortement légal en Catalogne. Elle initie la rédaction de la première loi contre l'avortement en Espagne et en Europe,. Son projet n'est finalisé que 50 ans plus tard en Espagne, rendant l'avortement légal.
Elle tente d'instaurer des liberatorio, où les prostituées pouvaient avoir accès à une alimentation complète, recevoir des soins et apprendre un métier et initie un projet de loi en faveur de l'avortement, auquel plusieurs ministres du gouvernement s'opposèrent, et qui est abandonné après qu'elle quitte le gouvernement à la suite des événements de mai 1937.

### Exil

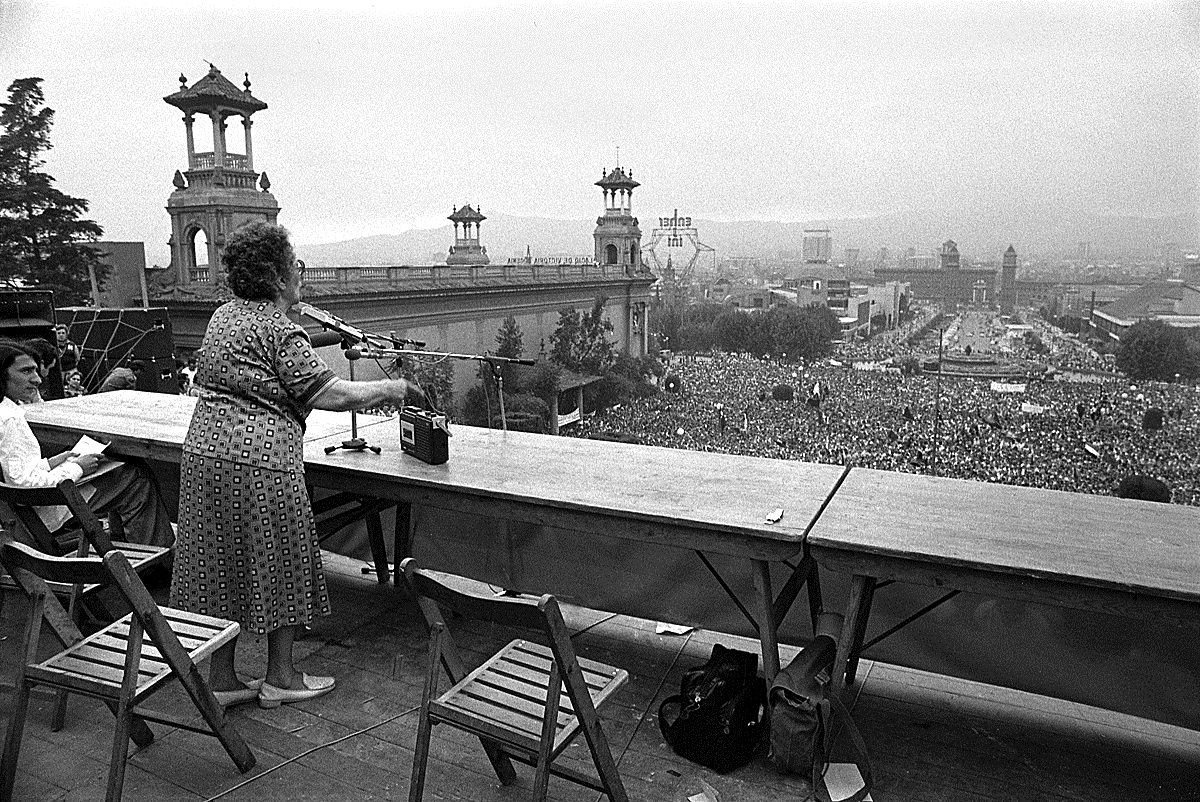
Federica Montseny parle au meeting historique de la CNT à Barcelone en 1977, le premier après 36 ans de dictature en Espagne.

Comme des milliers d'autres Espagnols, elle fuit en France à la fin de la guerre. Elle vit en liberté surveillée jusqu'à la Libération de la France en 1944. Installée à Toulouse, elle continue de travailler pour ses idées, publiant et dirigeant des périodiques anarchistes comme CNT et Espoir, ainsi que des livres (plus de 15 livres politiques et 50 non politiques) et voyageant en Suisse, au Mexique, au Canada, en Angleterre et en Italie[réf. nécessaire].
Avec le rétablissement de la démocratie en Espagne en 1977, elle rentre dans son pays et continue son activisme pour la CNT et l'anarchisme, où elle garde un énorme prestige jusqu'à sa mort. Dans les dernières années de sa vie, elle s'oppose au pacte de la Moncloa qui, en échange du rétablissement de la démocratie, d'une amnistie et d'élections, instaure la monarchie.
Federica Montseny repose au cimetière de Rapas, à Toulouse.

## Ouvrages
- La mujer, problema del hombre (1932)
- Anselmo Lorenzo (1938)
- Cien días de la vida de una mujer (1949)
- Pasión y muerte de los españoles en Francia (1950)
- El éxodo. Pasión y muerte de españoles en el exilio (1969)
- Crónicas de la CNT (1974)
- El anarquismo (1974)
- El éxodo anarquista (1977)
- Cuatro mujeres (1978), Producciones Editoriales,  (ISBN 84-365-1385-1)
- Mis primeros cuarenta (1987), Plaza & Janés (es),  (ISBN 84-01-35155-3)
- Révolutionnaires, réfugiés et résistants. Témoignages des Républicains espagnols en France (1939-1945), éditions CNT-RP, 2018,  (ISBN 978-2-91573-144-6). Traduction de Pasión y muerte de españoles en el exilio.

### Articles
- « Feminismo y humanismo », La Revista Blanca, octobre 1924.
- « La mujer: problema del hombre », La Revista Blanca, no 89, février 1927.

## Postérité

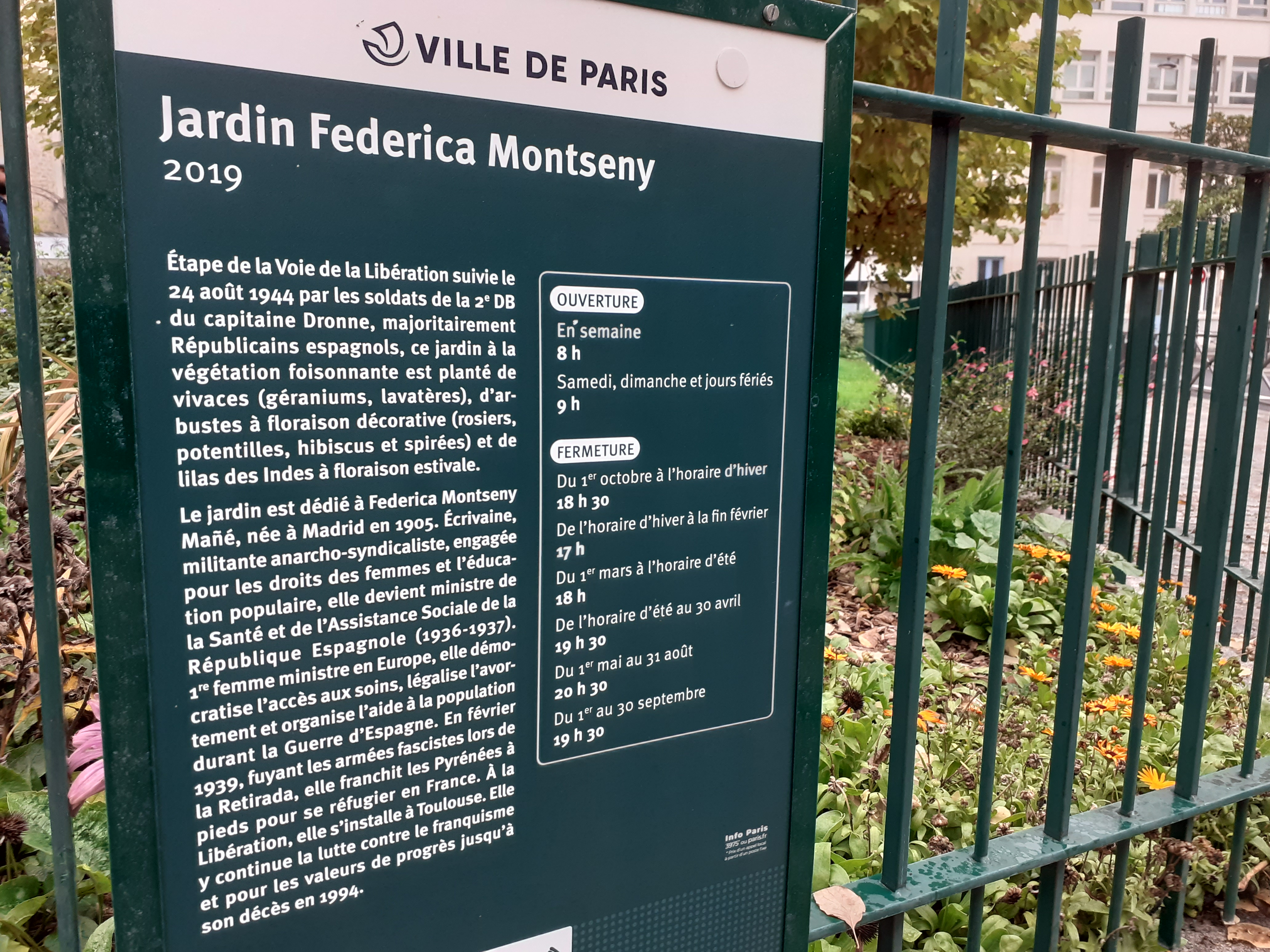
Plaque de l'une des entrées du jardin Federica Montseny à Paris, côté rue Jeanne d'Arc et rue Esquirol.

Son nom a été donné à des rues de plusieurs villes espagnoles, telles que La Corogne, Bonrepòs i Mirambell, Barcelone (où un jardin public porte aussi son nom), L'Hospitalet de Llobregat, Andújar, Salou, Puçol, Fuenlabrada (qui a aussi donné son nom à l'équivalent local d'un lycée professionnel), Leganés, Getafe et Gijón, à un lycée à Burjassot et au centre de santé de Vallecas, où une plaque célèbre sa mémoire en tant que première femme ministre de l'histoire de l'Espagne.
Le 24 août 2019, à l'occasion des célébrations du 75e anniversaire de la Libération de Paris et du 80e anniversaire de la Retirada, la Ville de Paris a inauguré le jardin Federica-Montseny, dans le 13e arrondissement, en présence de la maire de Paris, Anne Hidalgo, et de la ministre espagnole de la Justice, Dolores Delgado.

### Filmographie
- Lisa Berger, Carol Mazer, De toda la vida (Toutes nos vies), 55 minutes, 1986, avec la participation de Sara Berenguer, Pepita Carpeña, Dolors Prat Coll, Federica Montseny, Suceso Portales, Mercedes Comaposada et Conxa Pérez Collado[21], voir en ligne.
- Le film Libertarias, réalisé par Vicente Aranda en 1996, traite des femmes qui ont milité au sein de l'organisation des Mujeres Libres. Les personnages sont joués par les actrices espagnoles Ana Belén, Victoria Abril et Ariadna Gil.
- Jean-Michel Rodrigo, Federica Montseny, l'indomptable, Marmitafilms, France Télévisions, 2016, 52 minutes, présentation éditeur.
- Laura Mañá, Frederica Montseny, la dona que parla, 2021, 85 minutes.

### Notices
- (ca) Diccionari Biogràfic de Dones, Federica Montseny Mañé, lire en ligne.
- L'Éphéméride anarchiste : notice biographique.
- Les Cénobites Tranquilles : notice biographique.
- (es) Miguel Íñiguez, Esbozo de una Enciclopedia histórica del anarquismo español, Fundación de Estudios Libertarios Anselmo Lorenzo, Madrid, 2001, p. 417-418.
- (ca) « Frederica Montseny i Mañé », Gran Enciclopèdia Catalana, sur enciclopedia.cat, Barcelone, Edicions 62..
- (es) Juan Manuel Roca et Iván Darío Álvarez Escobar, Diccionario anarquista de emergencia, Bogota, Norma Editorial, 2008,, 276 p. (ISBN 978-958-45-0772-3, lire en ligne), p. 187-188.